# Tel Aviv Challenger 1999
Il Tel Aviv Challenger 1999 è stato un torneo di tennis facente parte della categoria ATP Challenger Series nell'ambito dell'ATP Challenger Series 1999. Il torneo si è giocato a Tel Aviv in Israele dal 4 al 9 ottobre 1999 su campi in cemento.

## Vincitori

### Singolare
Sláva Doseděl ha battuto in finale  Noam Okun con il punteggio di 7–6, 6–3

### Doppio
Noam Behr /  Eyal Ran hanno battuto in finale  Amir Hadad /  Andrew Ilie con il punteggio di 6–3, 6–2